# Tabanus fuscopunctatus
Tabanus fuscopunctatus är en tvåvingeart som beskrevs av Macquart 1850. Tabanus fuscopunctatus ingår i släktet Tabanus och familjen bromsar. Inga underarter finns listade i Catalogue of Life.